# Tétraphobie

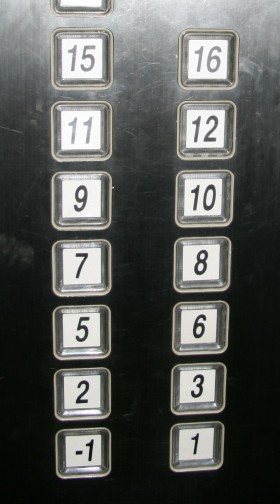
Un ascenseur dans un immeuble résidentiel à Shanghai : les numéros 4, 13 et 14 manquent.

La tétraphobie est une aversion ou peur du chiffre 4. Il s'agit d'une superstition très commune dans les régions d'Asie de l'Est, plus particulièrement en Chine, à Taïwan, au Japon et en Corée.

## Explication
La prononciation du mot chinois « quatre » (chinois : 四 ; pinyin : sì ; Wade : ssu⁴ ; EFEO : sseu⁴ ; cantonais Jyutping : sei³ ; cantonais Yale : sei) est similaire au mot « mort » (chinois : 死 ; pinyin : sǐ ; Wade : ssu⁴ ; cantonais Jyutping : sei² ; cantonais Yale : sei) dans de multiples parlers chinois. D'une manière similaire, les écritures sino-japonaises et sino-coréennes du chiffre quatre, shi (四, se prononce aussi yon) et sa (en coréen : 사), diffèrent de celles du mot « mort » mais leur prononciation est identique.[style à revoir] C'est la raison pour laquelle la tétraphobie est une superstition très commune dans les régions d'Asie de l'Est, plus particulièrement en Chine, à Taïwan, au Japon et en Corée,,,.
Ce nombre est aussi mal vu en Chine avec les nombres 6 et 89 car le 6-4-89 est la date du massacre de la place Tian'anmen.
14 est mal vu car il se prononce comme « va probablement mourir » et 24 se prononce comme « facile de mourir ».

## Exemples
Des précautions spécifiques sont à prendre pour éviter toute occurrence ou appellation du chiffre 4 durant des vacances festives, ou lorsqu'un membre de la famille est malade, spécialement dans la culture chinoise. D'une manière similaire, 14, 24, 42, etc. sont à éviter à cause de la présence du chiffre 4. Dans ces pays, ces numéros d'étage sont souvent évités, aussi bien dans les hôtels, appartements et hôpitaux. Les chiffres 4, 14, 24, 42, etc. sont souvent mis à l'écart durant les mariages et autres types sociaux. Dans certains complexes résidentiels, les petites pancartes 4, 14, 24, etc. sont souvent remplacées par d'autres du style 3A, 13A et 23A.
À Hong Kong, certains appartements comme Vision City (en) et The Arch évitent tout étage allant de 40 à 49. Ils passent directement du 39e étage au 50e, pouvant faire croire que les étages manquent.
En Corée, la tétraphobie est moins exagérée, mais le quatrième étage est toujours évité dans les hôpitaux et bâtiments publics similaires. Dans les autres bâtiments, le quatrième étage est souvent labellisé sous la lettre « F » (« Four » en anglais, signifiant « quatre ») à la place du « 4 » dans les ascenseurs.
Au Japon, certaines maisons d'appartements et parkings évitent le chiffre 4. Beaucoup d'hôtels évitent le 13e étage, d'une manière analogue à certains hôtels occidentaux. Le nombre 49 est particulièrement considéré comme porteur de malchance car il rappelle aux Japonais la phrase « Souffrir jusqu'à la mort. » (「死ぬまで苦しむ。」, « Shinu made kurushimu. »)

## Exemples dans les entreprises

### Nokia
La firme de télécommunications finlandaise Nokia expose également cette superstition, et ne sort aucun modèle commençant par le chiffre 4, excepté dans de rares cas comme la plate-forme S40 (en). La compagnie dit agir ainsi « en tant que geste de politesse envers les clients asiatiques ».

### OnePlus
Le constructeur de smartphone chinois OnePlus a choisi de passer directement du modèle 3 et 3T au 5,.

### Xiaomi
Le constructeur chinois a décidé de nommer le quatrième smartphone de sa gamme « Mi Mix Alpha » pour éviter le chiffre 4, considéré comme porte-malheur.

### Tri-Ace
Dans Star Ocean: Till the End of Time, l'hôtel ne possède pas de chambre 104 pour éviter le chiffre 4, « associé à la mort » en Asie.

## Études
Selon le British Medical Journal, sur une période de 25 ans aux États-Unis, les « Chinois et Japonais des États-Unis » avaient 13 % de risque de mourir d'une insuffisance cardiaque le quatrième jour du mois. En Californie, ces populations avaient 27 % de risque de mourir d'une crise cardiaque ce jour-là. L'objectif de l'étude était de voir si le stress psychologique causé par la croyance de cette superstition pouvait effectivement déclencher des crises cardiaques et d'autres incidents mortels.